# Romell Glave
Romell Glave, född 11 november 1999, är en brittisk friidrottare som tävlar i kortdistans.

## Karriär
Vid europamästerskapen i friidrott 2024 tog han brons på 100 meter.